# Resolução 180 do Conselho de Segurança das Nações Unidas
Resolução 180 do Conselho de Segurança das Nações Unidas, foi aprovada em 31 de julho de 1963, afirmou que a revindicação de Portugal de seus territórios ultramarinos, como parte da região metropolitana de Portugal era contrária aos princípios da Carta das Nações Unidas. O Conselho considerou ações e atitudes de Portugal seriamente perturbadoras para a paz e a segurança da África.
O Conselho apelou a Portugal a reconhecer imediatamente o direito dos povos de seu império à autodeterminação e independência, à cessação de todos os atos de repressão, retirada de todas as forças militares e paramilitares, anistia política incondicional, à criação de condições que permitam o livre funcionamento dos partidos políticos, as negociações para a transferência de poder livremente eleitos dos representantes dos povos e de concessão da independência a todos os territórios sob sua administração. O Conselho solicitou que todos os governos se abstenham de ajudar Portugal na sua repressão de qualquer forma, incluindo a venda de equipamentos militares.
A resolução, foi proposta por 32 estados africanos, foi aprovada com 8 votos, e com 3 abstenções da França, Reino Unido e os Estados Unidos.